# Naissance en 1449
Naissance
- 1445
- 1446
- 1447
- 1448
- 1449
- 1450
- 1451
- 1452
- 1453

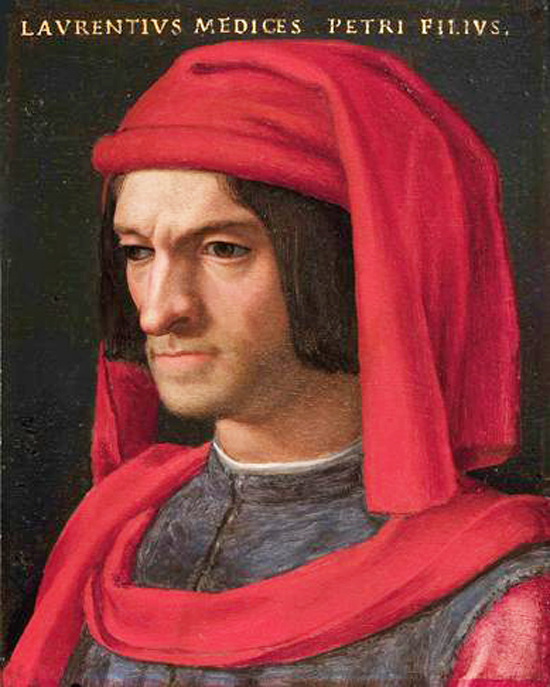
Laurent de Médicis, né en 1449.

Cette page dresse une liste de personnalités nées au cours de l'année 1449 :
- 1er janvier : Laurent de Médicis, homme d'État florentin et dirigeant de facto de la république de Florence durant la Renaissance.
- 17 janvier : Osanna de Mantoue, tertiaire dominicaine et mystique italienne.
- 7 février : 
  - Pierre de Foix, cardinal.
  - Adrienne de Nassau-Dillenbourg (en), fille de Jean IV de Nassau-Dillenbourg.
- août : Bonne de Savoie, duchesse de Milan, puis régente du duché.
- 27 avril : Asakura Ujikage, samouraï et daimyo japonais, 8e chef du clan Asakura.
- 20 septembre : Philippe I (en), comte de Hanau-Münzenberg.
- 26 septembre : Sankardev, réformateur hindouiste.
- 21 octobre : Georges Plantagenêt, comte de Salisbury et 1er duc de Clarence.
- 11 novembre : 
  - Catherine de Poděbrady, reine consort de Hongrie.
  - Sidonie de Bohême, duchesse consort de Saxe et margravine consort de Misnie.
- Dorotea Gonzaga (en), duchesse consort de Milan.
- 22 décembre : Filippo Maria Sforza (it), comte de Corse et de Pavie.

- Alde l'Ancien, imprimeur-libraire italien installé à Venise.
- Domenico Gagini, sculpteur italien.
- Magnus Hundt (en), médecin, philosophe et théologien allemand.
- Francesco da Meleto (it), humaniste italien.
- Henrique da Veiga de Nápoles (en), noble portugais.
- Jeanne de Laval, abbesse d’Étival-en-Charnie.
- Henri IV de Nassau-Beilstein, comte de Nassau-Belstein.
- Marguerite de Thuringe, électrice consort de Brandebourg.
- Giovanni Francesco Mormando (it), architecte et organier italien.
- Thomas Ruscher (en), évêque auxiliaire de Mayence.
- Richard Southwell (en), administrateur du comté de Norfolk.
- Rhys ap Thomas, soldat et propriétaire terrien gallois.
- Friedrich von Hohenzollern, prince-évêque d'Augsbourg.
- Wu (en), impératrice, épouse de Ming Xianzong, empereur de Chine.

date incertaine (vers 1449)
- Archibald Douglas, 5e comte d'Angus.
- Philippe Basiron (en), ou Philippon de Bourges, compositeur et écrivain français.
- Henry Percy, 4e comte de Northumberland.

## Crédit d'auteurs
- Cet article est partiellement ou en totalité issu de l'article intitulé « 1449 » (voir la liste des auteurs).